# Swift Current
Swift Current är en stad som hade 15 048 invånare år 2009, belägen i sydvästra delen av provinsen Saskatchewan i Kanada. Swift Current Airport ligger i närheten.
Ishockeylaget Swift Current Broncos i WHL kommer ifrån staden.